# Tourisme dans la république de l'Altaï
Le tourisme dans la république de l'Altaï est l'un des principaux secteurs de l'économie du sujet russe, ainsi qu'une importante source de revenus. Jusqu'à 2,1 million de touristes viennent chaque année dans l'Altaï. Parmi les types de loisirs actifs, le plus grand volume est occupé par les voyages et excursions écologiques, culturels et éducatifs d'été le long des itinéraires automobiles, pédestres, équestres, nautiques, d'alpinisme, de chasse, de pêche, de spéléologie et autres avec des visites de sites et territoires naturels et culturellement historiques.

## Chiffrs et évolutions
Le tourisme représente aujourd'hui dans la république de l'Altaï un secteur de plus en plus important, développé depuis la fin du XXe siècle avec la dislocation de l'URSS. En 2016, 1,986 millions de touristes ont visités la république de l'Altaï, soit une augmentation de 8,5 % par rapport à 2015. Le bénéfice de cette activité pour le PIB de la république de l'Altaï s'élevait à 3,63 milliards de roubles en 2016 (en 2015 : 3,2 milliards soit une hausse de 13,4 %). En 2021, le nombre de touristes était de 2 186 000, qui se sont répartis en 4 périodes différentes. Tout d'abord, la période estivale (mai - septembre) avec 1, 460 millions des touristes (soit 66,8 % du total), dont la pleine saison (juin - août) avec 53,5 % des visites au cours de l'année, soit 1,168 millions de touristes. Viennent ensuite la période hors saison (avril, octobre et novembre) avec 17 % des visites, soit 370 500 touristes puis enfin la période hivernale de décembre à mars, avec 355 000 touristes soit 16,2 % du total annuel. Il y a en tout 120 hôtels pour accueillir ces touristes, sans compter les campings et les gîtes,.

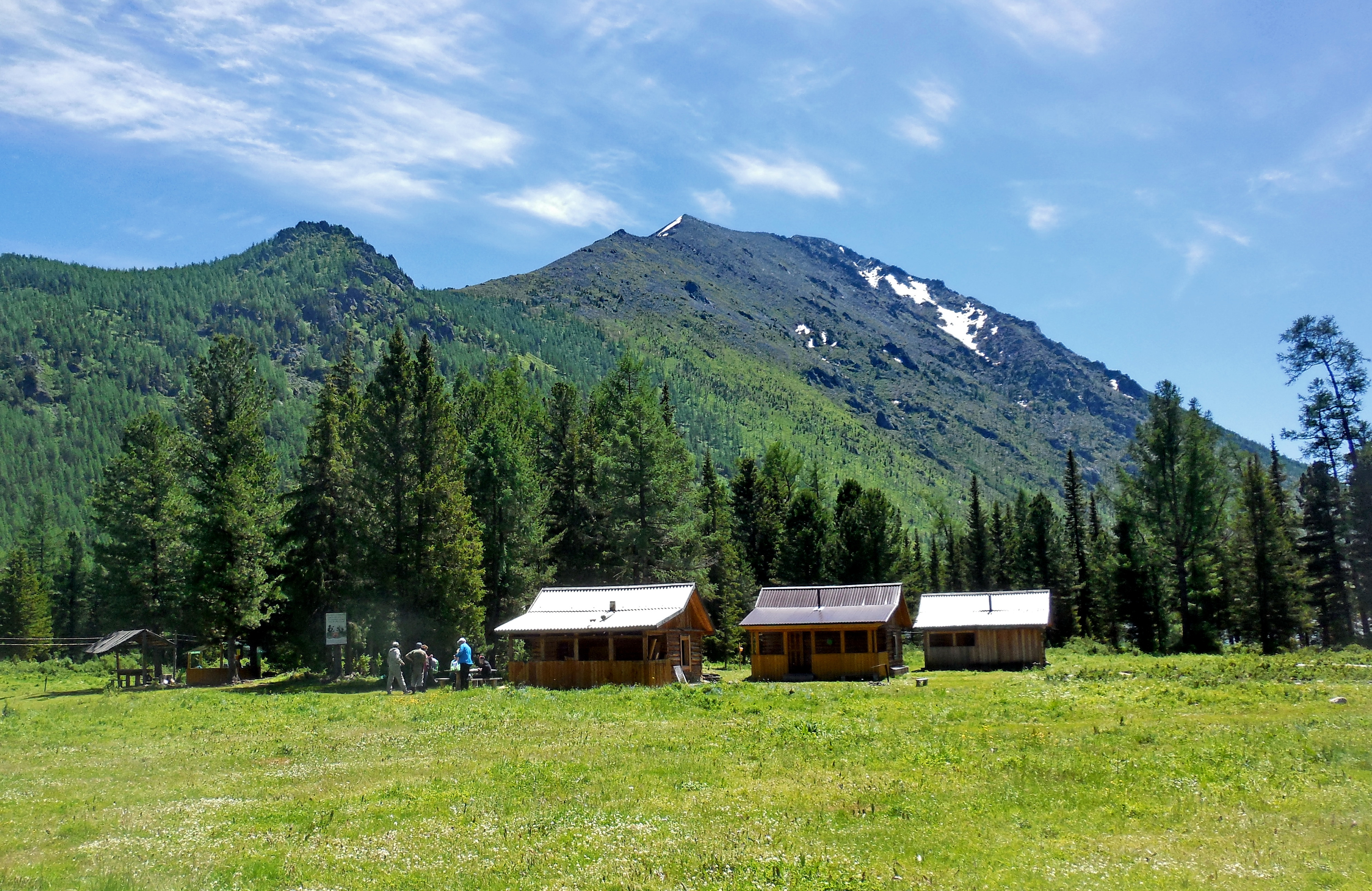
Camping au lac inférieur de la Moulta.

Le développement de l'écotourisme à parti des années 1990 est la principale raison de l'arrivée de ces flux touristiques. Ce développement s'est illustré par la mise en place de parcs naturels à travers tout le territoire, et le tourisme a connu une augmentation importante après que certaines réserves aient été classées au patrimoine mondial de l'Unesco sous l'appellation des Montagnes dorées de l'Altaï.

## Secteurs touristiques
L'écotourisme est surtout pratiqué en été, au travers de diverses activités, comme la pêche ou la chasse (seulement dans certains endroits). Le randonnée est l'activité la plus pratiquée, et ses variants comme le trekking sont aussi populaires. Quelque activité de niche sont pratiqués, comme les tours en hélicoptères.
Les sports extrêmes sont aussi une activité privilégiée, avec, en montagne, l'escalade, l'alpinisme, le parapente, ou en rivière avec le rafting. Pour cette dernière activité, les rapides Madjoï sur la Tchouïa au sud de Tchibit sont le lieu le plus privilégié, avec une compétition de rafting, le Madjoï rally, qui se déroule chaque année depuis 2003. Il y a en tout à cet endroit 30 rapides sur 12 kilomètres, dont 15 étant classés catégorie 5 ou catégorie 6. Les rivières Korgon, Argout, Katoun et Bachkaous sont d'autres lieux de choix pour cette activité.

### Sites géologies et culturels

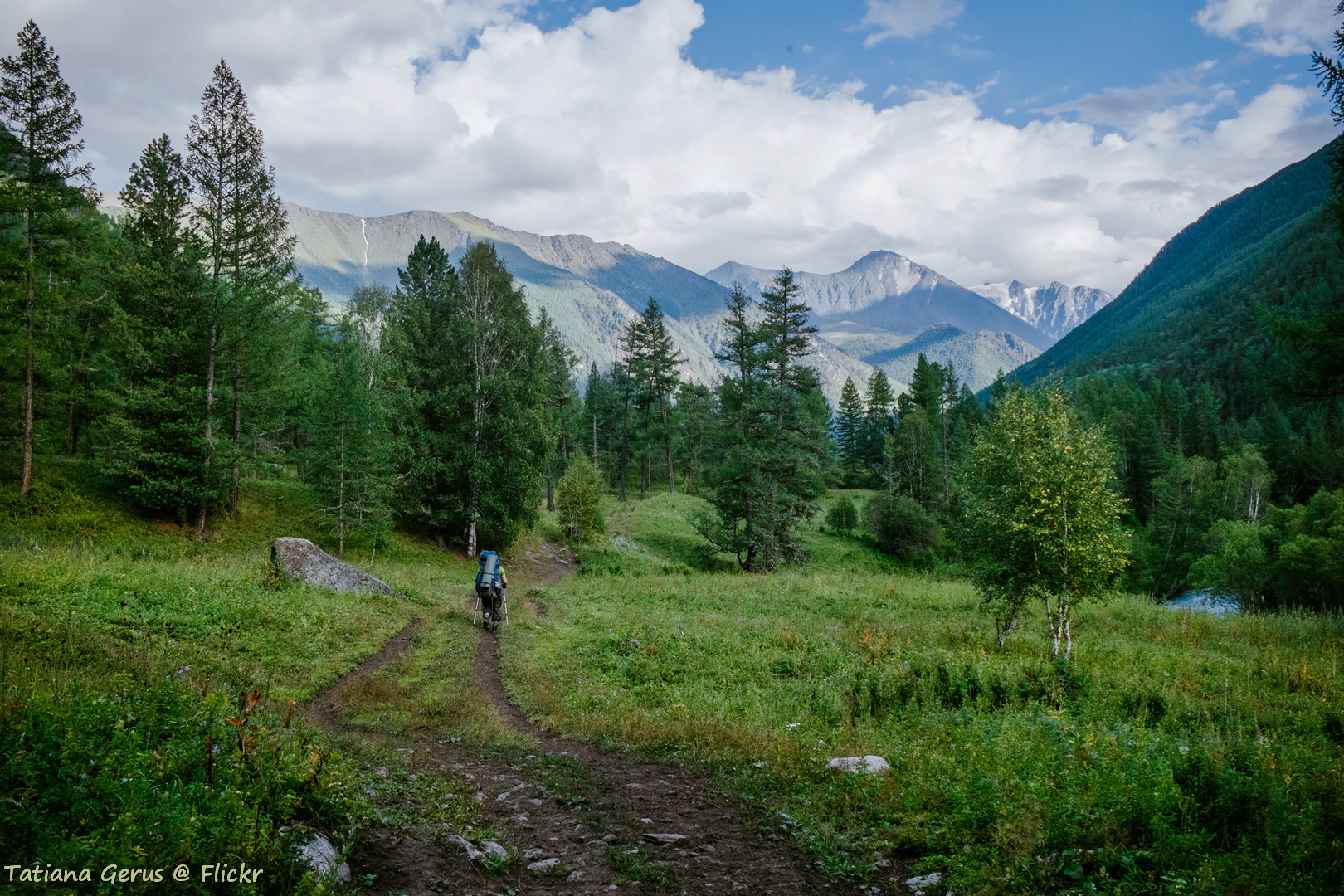
Sentier de randonnée vers le lac Koutcherla.

La spéléologie, la visite de site archéologiques et les circuits pour explorer des lieux de cultes sont aussi parmi les activités les plus pratiquées. La république de l'Altaï regorge en effet de grottes (comme celles d'Oust-Kan et de Gorno-Altaïsk), de lieux sacrés pour les altaïens (col de Bougouzoun par exemple), et de vestiges comme les nombreux kourganes et autres sites avec par exemple le Kalbak-Tash avec de nombreux pétroglyphes.

### Expédition

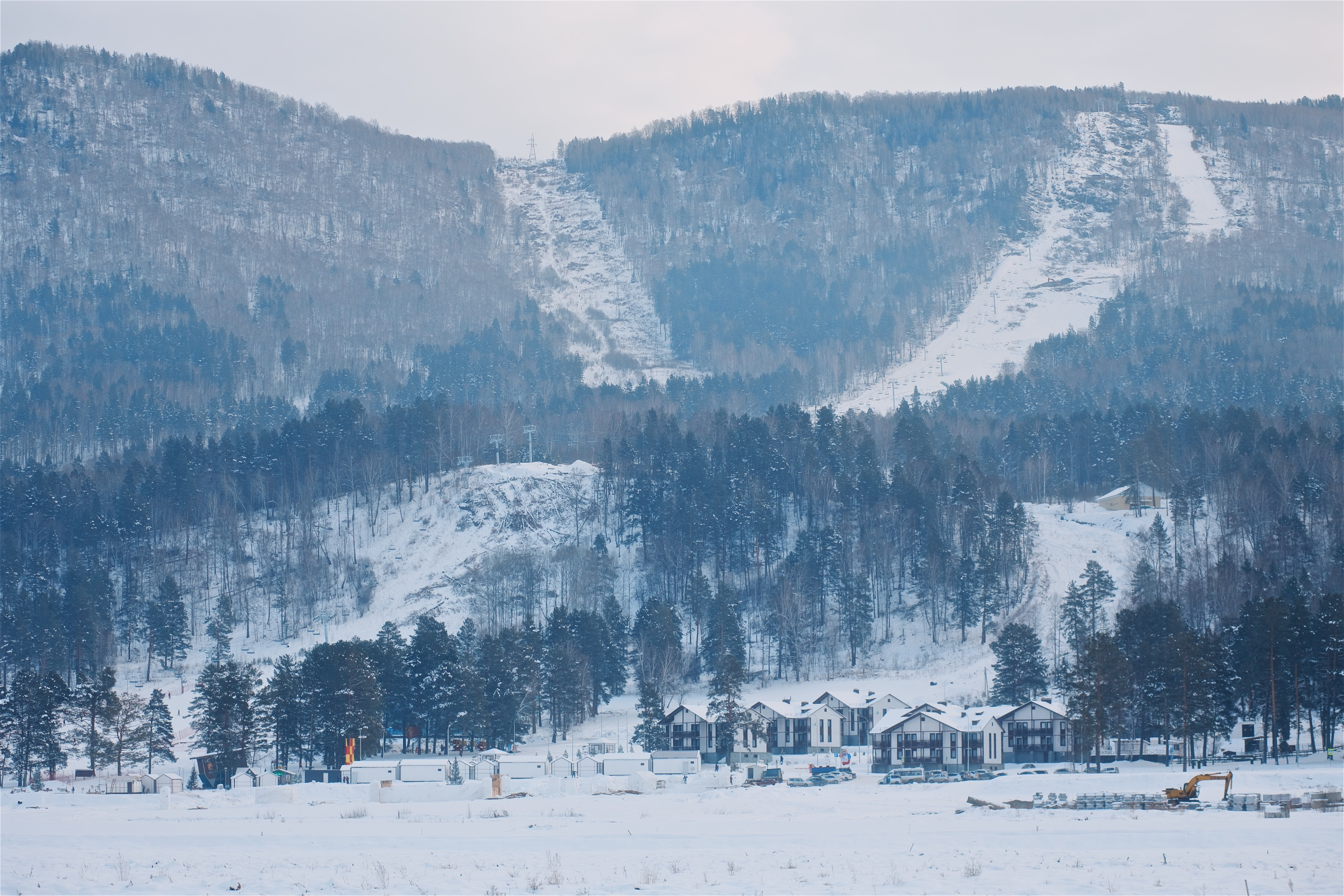
Station de sports d'hiver de Mandjerok.

Les excursions se présentent sous diverses formes, qu'elles soient sur le Teletskoïe en bateau, en canots sur les rivières, à cheval, ou bien à pied. Elles sont souvent choisies car elles permettent d'accéder à des lieux reclus, qui peuvent nécessiter plusieurs jours de trajets, et où les voitures ne sont pas une option possible. Elles ont principalement lieux dans les divers parcs et réserves naturelles, mais pas seulement. La steppe d'Ouïmon, avec les villages de Tioungour, Moulta et Katanda sont les lieux d'où en partent le plus, en direction du Béloukha, des monts Katoun et de leurs réserves respectives. Bien plus au sud, le village reclus de Belyachi permet de se rendre sur les versants du sud du Béloukha et au plateau de l'Oukok.

### Tourisme hivernal
Mais la république de l'Altaï cherche à se diversifier, notamment en accroissant le tourisme hivernal avec la création de stations de ski. Il y a actuellement (en 2023) trois stations de ski dans la région. Tout d'abord, il y a la station de Mandjerok, près de Gorno-Altaïsk avec 9 pistes ouvertes entre décembre et fin mars, avec de plus trois téléphériques et téléskis. Il y a aussi la station du col de Sema, avec un téléski et 3 pistes ouvertes entre fin octobre et avril, grâce à l'altitude entre 700 et 1400 mètres. Enfin, une station nommée Teletsky existe à Iogatch, près du Teletskoïe. Il y a 8 pistes et deux télésièges et un téléski. Le ski, le snowboard deviennent ainsi de plus en plus populaires au près des touristes visitant l'Altaï. De plus, le ski de fond, hors des stations est de plus en pratiquée, parfois en excursions pendant plusieurs jours. Des excursions en motoneiges existent aussi pendant tout l'hiver. Concernant le motoneige, une compétition a lieu chaque année sur les sections gelées du Teletskoïe, et dans les sections non gelées de la nation hivernale est pratiquée. Les motoneiges sont dans l'ensemble un moyen rapide et confortable afin d'explorer les coins reculées de l'Altaï.

### Sports extrêmes
En hors saison, les sports extrêmes sont aussi pratiqués, en particulier le deltaplane, le bateau, le canoë-kayak dont le rafting, ou encore en bien moins extrêmes le jet ski ou le quad. Le VTT est aussi privilégié. Enfin, l'Altaï, en toute saison attire de nombreux artistes voulant s'inspirer de la nature, en particulier en automne avec les couleurs de cette saison.